# 未曾有
未曾有或未曾有經、未曾有法，又譯為稀有法、稀有（也作希有，希爲古字）、奇特法，音譯阿浮达磨、阿浮陀達磨、阿浮多達摩等，另作希有未曾有法或不可思议未曾有法（Acchariya-abbhuta，acchariya意为不可思议的、稀有的）；佛教语，指經中所說不可思議神異之事，如佛在說法前放大光明；爲十二分教和九分教之一。

## 相關概念
- 四未曾有：出自《佛說四未曾有法經》。
- 八未曾有：出自巴利經藏增支部第八集第二十一经。
- 《佛說未曾有因緣經》